# Adriel Brathwaite
Adriel Dermont Brathwaite QC ist ein Politiker aus Barbados von der Democratic Labour Party (DLP), der von 2008 bis 2018 Mitglied des House of Assembly sowie seit 2010 Generalstaatsanwalt und Innenminister im Kabinett von Premierminister von Barbados Freundel Stuart war.

## Leben
Brathwaite absolvierte seine Grundschulbildung an der St. Martins Primary und seine Sekundarschulbildung am Harrison College und begann anschließend ein Studium der Rechtswissenschaften an der University of the West Indies, Campus Cave Hill, das er mit einem LL. B. mit Auszeichnung abschloss. Darüber hinaus erwarb er ein Legal Education Certificate an der Hugh Wooding Law School (HWLS) in Trinidad und Tobago. Nach seiner anwaltlichen Zulassung 1987 nahm er eine Tätigkeit als Rechtsanwalt auf und spezialisierte sich auf Wirtschaftsrecht. Für seine anwaltlichen Verdienste wurde er zum Kronanwalt (Queen’s Counsel) ernannt.
Seine politische Laufbahn begann Brathwaite, als er als Kandidat der Democratic Labour Party (DLP) bei den Wahlen im Januar 2008 im Wahlkreis St. Philip South erstmals zum Mitglied des House of Assembly gewählt wurde und diesem seither angehört.
Nach dem Tod des bisherigen Premierministers David Thompson am 23. Oktober 2010 übernahm er von Freundel Stuart, der Thompsons Nachfolger als Premierminister wurde, dessen bisherige Ämter als Generalstaatsanwalt (Attorney General) und Innenminister (Minister of Home Affairs) im neuen Kabinett Stuart. Stuart bestätigte ihn in diesen Ämtern nach dem Wahlerfolg der DLP bei den Wahlen vom 21. Februar 2013 bis zur Ablösung der Partei im Mai 2018.